# D.A.Z.
Albums de Daz Dillinger
Matter of Dayz
(2010) Witit Witit
(2012)
D.A.Z. est le treizième album studio de Daz Dillinger, sorti le 19 avril 2011.

## Liste des titres
| No  | Titre                                              | Durée |
| --- | -------------------------------------------------- | ----- |
| 1.  | Intro - Ain't Tell'n What Goes On                  | 1:15  |
| 2.  | D.A.Z. [Destruction Adds Up to Zero]               | 3:53  |
| 3.  | Set It Off (featuring Snoop Dogg)                  | 4:22  |
| 4.  | $till Get'n Money                                  | 4:15  |
| 5.  | G Spot                                             | 4:49  |
| 6.  | Let's Get N2 Something (featuring Tony Terry)      | 4:43  |
| 7.  | My Homegirl (featuring Kurupt)                     | 3:43  |
| 8.  | I'm Cool On U (featuring Crystal et Mac Shawn 100) | 3:54  |
| 9.  | You Know (featuring Lee Majors et Criccet)         | 4:36  |
| 10. | Iz You Ready 2 Die (featuring Ice Cube)            | 3:46  |
| 11. | D.P.G. - 4 - L.I.F.E.                              |       |
| 12. | No Hand Outs or Favors (featuring Sly Boogy)       |       |
| 13. | Don't U Eva 4 Get (featuring WC & Soopafly)        |       |